# Lužani (gmina Gradiška)
Lužani (cyr. Лужани) – wieś w Bośni i Hercegowinie, w Republice Serbskiej, w gminie Gradiška. W 2013 roku liczyła 238 mieszkańców.